# Esa Tikkanen
Esa Tikkanen, född 25 januari 1965 i Helsingfors, Finland, är en finländsk före detta professionell ishockeyspelare. Han spelade för NHL-lagen Edmonton Oilers, New York Rangers, St. Louis Blues, New Jersey Devils, Vancouver Canucks, Florida Panthers och Washington Capitals under 15 säsonger och vann Stanley Cup fem gånger, med Edmonton Oilers 1985, 1987, 1988 och 1990 och med New York Rangers 1994.
Esa Tikkanen är känd som en spelare som störde sina motspelare och fick dem ur balans, ofta riktade han in sig på motståndarlagets stjärnspelare. Han var även en box play-specialist med säsongen 1988–89 som höjdpunkt med åtta mål i numerärt underläge. Han har rekordet för de snabbaste två målen i box play i NHL med 12 sekunder. Hans storhetsperiod var främst 1986–1991 då han fem säsonger i rad gjorde över tjugo mål och vann fyra av sina Stanley Cup med Edmonton Oilers.

## Statistik

### Klubbkarriär
| 1982–83         | HIFK                | SM-liiga        | —   | —   | —   | —   | —    | 1   | 0  | 0  | 0   | 2   |
| 1983–84         | HIFK                | SM-liiga        | 36  | 19  | 11  | 30  | 30   | 2   | 0  | 0  | 0   | 0   |
| 1984–85         | HIFK                | SM-liiga        | 36  | 21  | 33  | 54  | 42   | —   | —  | —  | —   | —   |
| 1984–85         | Edmonton Oilers     | NHL             | —   | —   | —   | —   | —    | 3   | 0  | 0  | 0   | 2   |
| 1985–86         | Edmonton Oilers     | NHL             | 35  | 7   | 6   | 13  | 28   | 8   | 3  | 2  | 5   | 7   |
| 1986–87         | Edmonton Oilers     | NHL             | 76  | 34  | 44  | 78  | 120  | 21  | 7  | 2  | 9   | 22  |
| 1987–88         | Edmonton Oilers     | NHL             | 80  | 23  | 51  | 74  | 153  | 19  | 10 | 17 | 27  | 72  |
| 1988–89         | Edmonton Oilers     | NHL             | 67  | 31  | 47  | 78  | 92   | 7   | 1  | 3  | 4   | 12  |
| 1989–90         | Edmonton Oilers     | NHL             | 79  | 30  | 33  | 63  | 161  | 22  | 13 | 11 | 24  | 26  |
| 1990–91         | Edmonton Oilers     | NHL             | 79  | 27  | 42  | 69  | 85   | 18  | 12 | 8  | 20  | 24  |
| 1991–92         | Edmonton Oilers     | NHL             | 40  | 12  | 16  | 28  | 44   | 16  | 5  | 3  | 8   | 8   |
| 1992–93         | Edmonton Oilers     | NHL             | 66  | 14  | 19  | 33  | 76   | —   | —  | —  | —   | —   |
| 1992–93         | New York Rangers    | NHL             | 15  | 2   | 5   | 7   | 18   | —   | —  | —  | —   | —   |
| 1993–94         | New York Rangers    | NHL             | 83  | 22  | 32  | 54  | 114  | 23  | 4  | 4  | 8   | 34  |
| 1994–95         | HIFK                | SM-liiga        | 19  | 2   | 11  | 13  | 16   | —   | —  | —  | —   | —   |
| 1994–95         | St. Louis Blues     | NHL             | 43  | 12  | 23  | 35  | 22   | 7   | 2  | 2  | 4   | 20  |
| 1995–96         | St. Louis Blues     | NHL             | 11  | 1   | 4   | 5   | 18   | —   | —  | —  | —   | —   |
| 1995–96         | New Jersey Devils   | NHL             | 9   | 0   | 2   | 2   | 4    | —   | —  | —  | —   | —   |
| 1995–96         | Vancouver Canucks   | NHL             | 38  | 13  | 24  | 37  | 14   | 6   | 3  | 2  | 5   | 2   |
| 1996–97         | Vancouver Canucks   | NHL             | 62  | 12  | 15  | 27  | 66   | —   | —  | —  | —   | —   |
| 1996–97         | New York Rangers    | NHL             | 14  | 1   | 2   | 3   | 6    | 15  | 9  | 3  | 12  | 26  |
| 1997–98         | Florida Panthers    | NHL             | 28  | 1   | 8   | 9   | 16   | —   | —  | —  | —   | —   |
| 1997–98         | Washington Capitals | NHL             | 20  | 2   | 10  | 12  | 2    | 21  | 3  | 3  | 6   | 20  |
| 1998–99         | New York Rangers    | NHL             | 32  | 0   | 3   | 3   | 38   | —   | —  | —  | —   | —   |
| 1999–00         | Jokerit             | SM-Liiga        | 43  | 10  | 13  | 23  | 85   | 11  | 1  | 6  | 7   | 10  |
| 2000–01         | Moskitos Essen      | DEL             | 46  | 8   | 21  | 29  | 81   | —   | —  | —  | —   | —   |
| 2004–05         | Anyang Halla Winia  | AL              | 30  | 8   | 17  | 25  | 58   | —   | —  | —  | —   | —   |
| NHL totalt      | NHL totalt          | NHL totalt      | 877 | 244 | 386 | 630 | 1077 | 186 | 72 | 60 | 132 | 275 |
| SM-Liiga totalt | SM-Liiga totalt     | SM-Liiga totalt | 135 | 52  | 69  | 121 | 173  | 14  | 1  | 6  | 7   | 12  |